# Jesu namns orden

Ett ordenstecken från år 1655

Ordenskors, ca. 1656

Jesu namns orden var en riddarorden som instiftades av kung Karl X Gustav år 1656. Ordensnamnet kommer från att ordenstecknets mittsymbol som består av bokstäverna IHS (Iesus Hominum Salvator), precis som Serafimerorden. Vasaättens vapen ingår dessutom, liksom i den senare Vasaorden.
Orden bars av kungen själv, och efter honom även av Karl XI. I övrigt är mycket lite känt om orden.